# Heiligdom van Aphrodite Ourania
Het Heiligdom van Aphrodite Ourania lag in het oude Athene aan de noordrand van de Agora, direct ten westen van de Stoa Poikile. De schrijver Pausanias beschrijft de ligging van het heiligdom (I,14,7) en vermeldt ook dat er in zijn tijd (2e eeuw n.Chr.) nog een standbeeld stond van de godin gemaakt door Pheidias van Parisch marmer.
Van het heiligdom resteert nu nog een deel van het Altaar van Aphrodite Ourania, dat een van de opvallendste monumenten is aan de noordkant van de Agora. Het marmeren altaar (4.42 x 1.585 m) stond op een podium (5.08 x 2.40 m) van poros met marmeren treden. De korte zijden hadden een frontonachtige structuur, bekroond met een akroterion met palmetten die waarschijnlijk felgekleurd waren.
Dit altaar werd ontdekt in 1981 gedurende de Amerikaanse opgravingen (1980-1982) op de agora. Overblijfselen van keramiek in en naast het altaar wijzen erop dat het altaar rond 500 v.Chr. moet zijn opgetrokken. In 480 v.Chr. schijnt het schade te hebben ondervonden van de Perzische plunderingen en het werd tussen 430 en 420 v.Chr. gerestaureerd.
Het altaar is toegeschreven aan Aphrodite op basis van de restanten van schapen en geiten, de favoriete offerdieren voor Aphrodite. Daarnaast vond men ook twee op elkaar aansluitende marmeren fragmenten van een votiefreliëf waarop Aphrodite was afgebeeld.
De omvang van het gehele heiligdom is nog onduidelijk. Wellicht was het een openlucht heiligdom met een los altaar, maar de aanwezigheid van het standbeeld van Pheidias suggereert dat er ook een tempel moet zijn geweest.